# Majków Mały
Majków Mały (pronunciación en polaco: /ˈmajkuf ˈmawɨ/) es un pueblo ubicado en el distrito administrativo de Gmina Grabica, dentro del Distrito de Piotrków, Voivodato de Łódź, en Polonia central. Se encuentra aproximadamente a 14 kilómetros al noreste de Grabica, a 24 kilómetros al norte de Piotrków Trybunalski, y a 23 kilómetros al sureste de la capital regional Łódź.